# روس 128 b
روس 128 b هو كوكب خارج المجموعة الشمسية مؤكد بحجم الأرض على الأرجح صخري في كوكبة العذراء يدور داخل المنطقة الصالحة للحياة لقزم أحمر يطلق علية في فهرس روس روس 128 . روس 128 b ثاني أقرب كوكب خارج المجموعة الشمسية بعد قنطور الأقرب b حيث يقع على مسافة تقدر بحوالي 11 سنة ضوئية من الأرض. اكتشف كوكب روس 128 b باستخدام طريقة قياس السرعة الشعاعية باستخدام مطيافة دوبلر من خلال جهاز الباحث الكوكبي بالسرعة الشعاعية عالية الدقة (HARPS) في مرصد لاسيلا تشيلي. روس 128 b هو أقرب كوكب خارج المجموعة الشمسية حول قزم أحمر هادئ، ويعتبر واحدا من أفضل المرشحين لقابلية السكن. الكوكب أضخم من الأرض بنحو 35٪ فقط ويتلقى 38٪ أكثر من ضوء النجم مما تتلقاة الأرض من الشمس، ومن المتوقع أن تكون درجة حرارتة مناسبة لتكون المياه السائلة موجودة على سطحة إذا كان لة غلاف جوي. من المرجح أن يكون روس 128 b صخري لأن جميع الكواكب خارج المجموعة الشمسية التي تم اكتشافها حتى الآن والتي لديها كتل أقل من 4 كتل أرضية تبين أنها صخرية.
روس 128 b لا يعبر أمام نجمه المضيف الأمر الذي سيجعل تحديد خصائص غلافة الجوي صعب للغاية حتى تدخل المراصد الأكبر حجماً حيز التشغيل مثل تلسكوب جيمس ويب الفضائي والتليسكوب الأوروبي الكبير للغاية.